# Sierra de Santa Catarina
Sierra de Santa Catarina är en bergskedja i Mexiko.   Den ligger i delstaten Distrito Federal, i den sydöstra delen av landet, 16 km sydost om huvudstaden Mexico City.
Sierra de Santa Catarina sträcker sig 8,5 kilometer i öst-västlig riktning. Den högsta toppen är Volcán Guadalupe, 2 723 meter över havet.
Topografiskt ingår följande toppar i Sierra de Santa Catarina:
- Volcán Guadalupe
- Volcán La Caldera
- Volcán Xaltepec